# Туркменский государственный медицинский университет
Туркменский государственный медицинский университет им. Мырата Гаррыева (туркм. Myrat Garryýew adyndaky Türkmenistanyň Döwlet lukmançylyk uniwersiteti) — высшее учебное заведение медицинского профиля в Туркменистане. Находится в подчинении Министерства здравоохранения и медицинской промышленности и Министерства образования Туркменистана.

## История
Университет образован 29 декабря 1931 года под названием Туркменского государственного медицинского института. После его награждения в 1981 году орденом «Дружбы народов» переименован в Туркменский ордена Дружбы народов государственный медицинский институт. Данное название институт носил до 1997 года, когда был вновь переименован в Туркменский Государственный медицинский институт. 27 августа 2010 года Туркменский государственный медицинский институт был упразднён указом президента Туркменистана Гурбангулы Бердымухамедова, а на его основе создан Туркменский государственный медицинский университет, ставший его правопреемником с передачей всех помещений и оборудования института новому университету. С 1 сентября 2010 университет располагается в новом здании, расположенном на проспекте Арчабиль, в так называемом «медицинском городке», недалеко от здания министерства здравоохранения и медицинской промышленности и ряда медицинских учреждений.
Основной задачей университета является обеспечение медицинских учреждений и фармацевтических предприятий Туркменистана высококвалифицированными врачами и специалистами. Кроме того, важным направлением работы вуза является разработка новых методик диагностики и лечения заболеваний, совершенствование научной базы для деятельности учреждений здравоохранения Туркменистана.
В марте 2019 года постановлением Меджлиса Туркменистана Туркменскому государственному медицинскому университету присвоено имя академика Академии наук Туркменистана, заместителя председателя Совета старейшин Туркменистана Мырат Оразгулыевича Гаррыева.

## Факультеты
На момент открытия университета 1 сентября 2010 года обучение проводилось на 5 факультетах: лечебном, педиатрическом, стоматологическом, фармацевтическом, медико-профилактическом. Через год, в сентябре 2011 года, в университете был открыт факультет спортивной медицины. В 2012 году открыты факультет последипломной подготовки и совершенствования врачей , а также факультет военной медицины. В 2015 году в государственном медицинском университете открыта подготовка по направлению «Санитарно-эпидемиологическая служба».

## Центры университета
При университете работают следующие центры:
- Стоматологический учебно-производственный центр[18];
- Научно-клинический центр глазных болезней[18];
- Учебно-научный центр охраны здоровья матери и ребенка[19];
- Научно-исследовательский центр медицинских биотехнологий[14];
- Научно-исследовательский центр спортивной медицины[14];

## Почётные награды
В 1981 году институт был награждён Орденом «Дружбы народов» «за заслуги в развитии народного здравоохранения, медицинской науки и подготовку высококвалифицированных специалистов».